# Sō Yoshitoshi
Sō Yoshitoshi est un nom japonais traditionnel ; le nom de famille (ou le nom d'école), Sō, précède donc le prénom (ou le nom d'artiste).
Sō Yoshitoshi (宗 義智, 1568-31 janvier 1615) est un daimyō du clan Sō du domaine de Tsushima de la fin de la période Sengoku au début de l'époque d'Edo de l'histoire du Japon. Son nom se lit parfois « Yoshitomo ». Il est baptisé sous l'influence de Konishi Yukinaga et accepte le nom « Dario ». Il prend part à l'invasion du Japon menée par Toyotomi Hideyoshi dans les années 1590 et se trouve à la tête d'une force armée au siège de Busan.
Le clan Sō ne participe pas à la bataille de Sekigahara en 1600 mais est cependant autorisé en tant que tozama à continuer de diriger Tsushima.

## Jeunesse
Yoshitoshi est le cinquième fils de Sō Masamori ; sa femme, qui a pris le nom de baptême « Maria », est la fille de Konishi Yukinaga. Yoshitoshi devient le chef de famille en 1580, après la défaite de son père adoptif, Sō Yoshishige, et la conquête en prélude à la campagne de Kyūshū de Toyotomi Hideyoshi. Yoshitoshi entre ainsi au service de Hideyoshi et commence à organiser les négociations avec la Corée en tant que représentant de Hideyoshi. Le roi de la dynastie Joseon refuse de permettre aux troupes japonaises de passer pacifiquement par la Corée dans une tentative de conquérir la dynastie Ming de Chine, et les négociations s'avérant finalement tout à fait vaines, Hideyoshi prend la décision d'envahir militairement la Corée.
En 1587, Toyotomi Hideyoshi confirme le clan Sō dans sa possession de Tsushima.
Yoshitoshi joue un rôle crucial dans les invasions de la Corée menées par Hideyoshi en raison de l'emplacement stratégique de Tsushima entre le Japon et la Corée et de sa connaissance et expérience de la Corée. Il ainsi conduit le premier grand assaut terrestre de la guerre Imjin, le siège de Busan, le 13 avril 1592, tandis que Konishi Yukinaga attaque la forteresse navale coréenne. Il poursuit son commandement lors d'un certain nombre d'engagements qui en découlent.

## Après Sekigahara
Peu après que l'annonce de la défaite de Toyotomi à la bataille de Sekigahara parvienne à la cour de Joseon, un processus de rétablissement des relations diplomatiques est lancé par Ieyasu Tokugawa en 1600. Comme premier geste dans un processus de rétablissement des relations diplomatiques et comme gage de progrès futurs, certains prisonniers de Joseon sont libérés sur l'île de Tsushima. En réponse, un petit groupe de messagers, sous la direction de Yu Jeong sont envoyés à Kyoto pour approfondir les possibilités d'amélioration des relations. Avec l'aide de Sō Yoshitomo, une audience avec Ieyasu est arrangée au château de Fushimi à Kyoto.  
En 1603, Tokugawa Ieyasu établit un nouveau shogunat et Sō Yoshitoshi reçoit officiellement le domaine de Fuchū (d'un revenu de 100 000 koku) dans la province de Tsushima.
En 1604, Yu Jeong confirme l'intérêt de Joseon pour le développement des relations ; le shogun Tokugawa répond en libérant 1 390 prisonniers de guerre. 
Les descendants de Yoshitomo conservent ce domaine jusqu'à l'abolition du système han en 1871. Les Sō demeurent les intermédiaires du shogunat avec le gouvernement Joseon pendant toute l'époque d'Edo (1603-1868), et leur clan prospère à la fois politiquement et économiquement.
En tant que représentants et porte-parole des Tokugawa, les Sō contribuent à assurer la poursuite de la série des grandes missions de Joseon à Edo (Missions Joseon auprès du shogunat Tokugawa). Celles-ci profitent aux Japonais au titre de légitimation de la propagande pour le bakufu (shogunat Tokugawa) et comme élément clé dans la manifestation émergente de la vision idéale japonaise de la structure d'un ordre international ayant Edo pour centre. 
En 1884, le chef de ce clan est anobli au titre de comte dans le cadre du nouveau système nobiliaire japonais mis en place par le gouvernement de Meiji.

## Source de la traduction
- (en) Cet article est partiellement ou en totalité issu de l’article de Wikipédia en anglais intitulé « Sō Yoshitoshi » (voir la liste des auteurs).